# 排檔

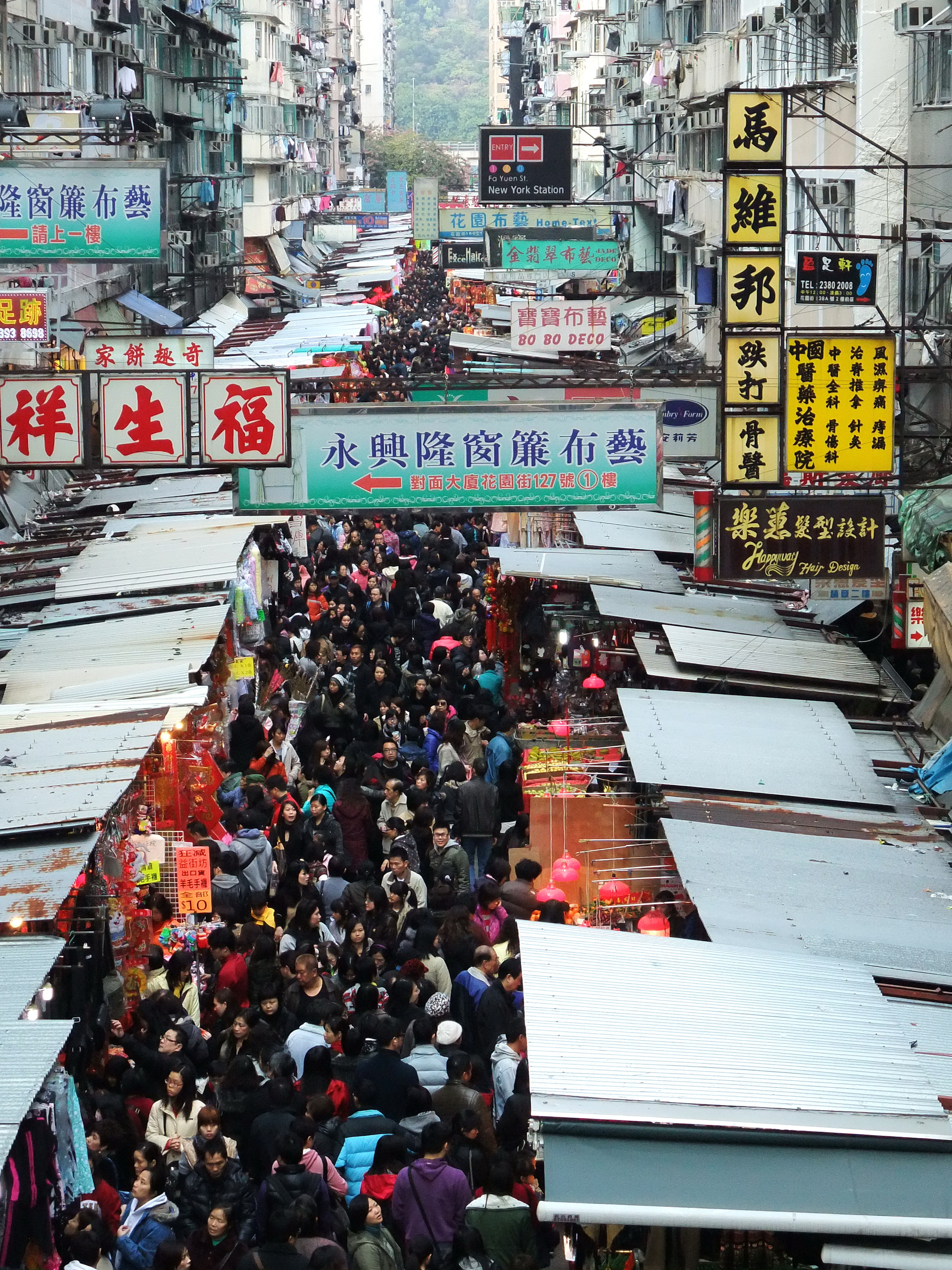
香港花園街排檔日景

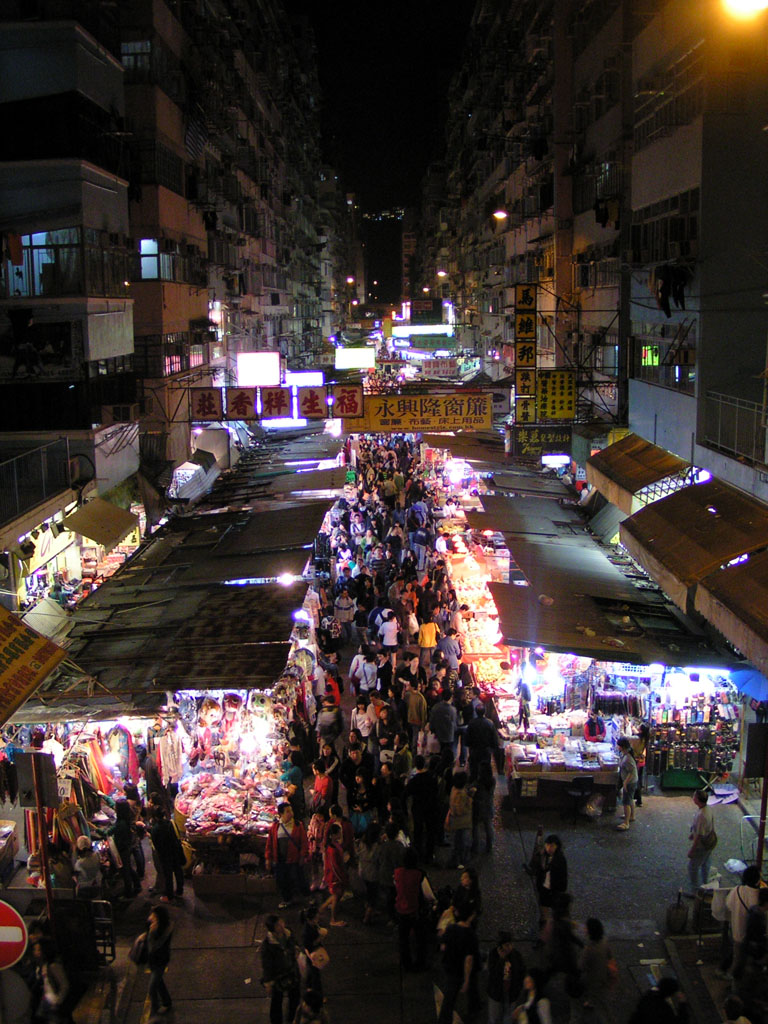
香港花園街排檔夜景

排檔是香港一種固定小販攤檔，共有約2,700個，主要集中在九龍舊區（如北河街、花園街、女人街、廟街等地），主要售賣服裝、日常用品、手表、電子產品及玩具等。

## 名稱
排檔是一列排開的攤檔，因而得名。值得一提的是，在香港售賣熟食的大牌檔，不時被誤寫為「大排檔」，但大牌檔是因昔日須領取「大牌照」而得名，與「排檔」無關。另一方面，「排檔」有時亦受大牌檔影響而誤寫為「牌檔」。

## 安全問題
排檔由於連成一排，加上使用木板等可燃物料搭建，像「火燒連環船」般容易釀成大火。2010年12月7日，花園街排檔遭縱火，燒毀50個排檔，令香港社會開始關注排檔的安全問題。2011年11月30日，花園街排檔再次發生大火，導致附近樓宅居民傷亡，再次惹起了公眾對其安全的關注及疑慮。

## 另見
- 排屋